# Liste der Lieder von Toto
Die Liste der Lieder von Toto enthält alle von der US-amerikanischen Band Toto interpretierten Songs, die veröffentlicht wurden.
| Titel                                            | Album                                                | Jahr | Gesang                                           | Autor / Autoren | Anmerkungen |
| ------------------------------------------------ | ---------------------------------------------------- | ---- | ------------------------------------------------ | --- | --- |
| Child's Anthem                                   | Toto                                                 | 1978 | Instrumental                                     | David Paich | |
| I'll Supply the Love                             | Toto                                                 | 1978 | Bobby Kimball                                    | David Paich | |
| Georgy Porgy                                     | Toto                                                 | 1978 | Steve Lukather                                   | David Paich | |
| Manuela Run                                      | Toto                                                 | 1978 | David Paich                                      | David Paich | |
| You Are the Flower                               | Toto                                                 | 1978 | Bobby Kimball                                    | Bobby Kimball | |
| Girl Goodbye                                     | Toto                                                 | 1978 | Bobby Kimball                                    | David Paich | |
| Takin' It Back                                   | Toto                                                 | 1978 | Steve Porcaro                                    | Steve Porcaro | |
| Rockmaker                                        | Toto                                                 | 1978 | David Paich                                      | David Paich | |
| Hold the Line                                    | Toto                                                 | 1978 | Bobby Kimball                                    | David Paich | |
| Angela                                           | Toto                                                 | 1978 | Steve Lukather                                   | David Paich | |
| Hydra                                            | Hydra                                                | 1979 | David Paich                                      | David Hungate, Bobby Kimball, Steve Lukather, David Paich, Steve Porcaro, Jeff Porcaro                                              | |
| St. George and the Dragon                        | Hydra                                                | 1979 | Bobby Kimball                                    | David Paich | |
| 99                                               | Hydra                                                | 1979 | Steve Lukather                                   | David Paich | |
| Lorraine                                         | Hydra                                                | 1979 | David Paich                                      | David Paich | |
| All Us Boys                                      | Hydra                                                | 1979 | David Paich                                      | David Paich | |
| Mama                                             | Hydra                                                | 1979 | Bobby Kimball                                    | David Paich, Bobby Kimball | |
| White Sister                                     | Hydra                                                | 1979 | Bobby Kimball                                    | David Paich, Bobby Kimball | |
| A Secret Love                                    | Hydra                                                | 1979 | Bobby Kimball                                    | David Paich, Bobby Kimball, Steve Porcaro                                                                                           | |
| Gift with a Golden Gun                           | Turn Back                                            | 1981 | Bobby Kimball                                    | David Paich, Bobby Kimball | |
| English Eyes                                     | Turn Back                                            | 1981 | Bobby Kimball                                    | David Paich, Bobby Kimball, Jeff Porcaro, Steve Porcaro                                                                             | |
| Live for Today                                   | Turn Back                                            | 1981 | Steve Lukather                                   | Steve Lukather | |
| A Million Miles Away                             | Turn Back                                            | 1981 | Bobby Kimball                                    | David Paich | |
| Goodbye Elenore                                  | Turn Back                                            | 1981 | Bobby Kimball                                    | David Paich | |
| I Think I Could Stand You Forever                | Turn Back                                            | 1981 | Steve Lukather                                   | David Paich | |
| Turn Back                                        | Turn Back                                            | 1981 | Bobby Kimball                                    | Bobby Kimball, Steve Lukather | |
| If It's the Last Night                           | Turn Back                                            | 1981 | Steve Lukather                                   | David Paich | |
| Rosanna                                          | IV                                                   | 1982 | Steve Lukather, Bobby Kimball                    | David Paich | |
| Make Believe                                     | IV                                                   | 1982 | Bobby Kimball                                    | David Paich | |
| I Won't Hold You Back                            | IV                                                   | 1982 | Steve Lukather                                   | Steve Lukather | |
| Good for You                                     | IV                                                   | 1982 | Bobby Kimball                                    | Bobby Kimball, Steve Lukather | |
| It's a Feeling                                   | IV                                                   | 1982 | Steve Porcaro                                    | Steve Porcaro | |
| Afraid of Love                                   | IV                                                   | 1982 | Steve Lukather                                   | Steve Lukather, David Paich, Jeff Porcaro                                                                                           | |
| Lovers in the Night                              | IV                                                   | 1982 | David Paich                                      | David Paich | |
| We Made It                                       | IV                                                   | 1982 | Bobby Kimball                                    | David Paich, Jeff Porcaro | |
| Waiting for Your Love                            | IV                                                   | 1982 | Bobby Kimball                                    | Bobby Kimball, David Paich | |
| Africa                                           | IV                                                   | 1982 | David Paich                                      | David Paich, Jeff Porcaro | |
| Carmen                                           | Isolation                                            | 1984 | Fergie Frederiksen, David Paich                  | David Paich, Jeff Porcaro | |
| Lion                                             | Isolation                                            | 1984 | Fergie Frederiksen                               | Bobby Kimball, David Paich | |
| Stranger in Town                                 | Isolation                                            | 1984 | David Paich                                      | David Paich, Jeff Porcaro | |
| Angel Don't Cry                                  | Isolation                                            | 1984 | Fergie Frederiksen                               | Fergie Frederiksen, David Paich | |
| How Does It Feel                                 | Isolation                                            | 1984 | Steve Lukather                                   | Steve Lukather | |
| Endless                                          | Isolation                                            | 1984 | Fergie Frederiksen                               | David Paich | |
| Isolation                                        | Isolation                                            | 1984 | Fergie Frederiksen                               | Fergie Frederiksen, Steve Lukather, David Paich                                                                                     | |
| Mr. Friendly                                     | Isolation                                            | 1984 | Fergie Frederiksen                               | Fergie Frederiksen, Steve Lukather, David Paich, Jeff Porcaro, Mike Porcaro                                                         | |
| Change of Heart                                  | Isolation                                            | 1984 | Fergie Frederiksen                               | Fergie Frederiksen, David Paich | |
| Holyanna                                         | Isolation                                            | 1984 | David Paich                                      | David Paich, Jeff Porcaro | |
| Prologue                                         | Dune – Soundtrack                                    | 1984 | Instrumental                                     | David Paich, David Lynch | |
| Main Title                                       | Dune – Soundtrack                                    | 1984 | Instrumental                                     | David Paich | |
| Robot Fight                                      | Dune – Soundtrack                                    | 1984 | Instrumental                                     | Jeff Porcaro, Mike Porcaro, Steve Porcaro                                                                                           | |
| Leto's Theme                                     | Dune – Soundtrack                                    | 1984 | Instrumental                                     | David Paich | |
| The Box                                          | Dune – Soundtrack                                    | 1984 | Instrumental                                     | David Paich, Marty Paich | |
| The Floating Fat Man (The Baron)                 | Dune – Soundtrack                                    | 1984 | Instrumental                                     | David Paich, Jeff Porcaro | |
| The Trip to Arrakis                              | Dune – Soundtrack                                    | 1984 | Instrumental                                     | David Paich | |
| First Attack                                     | Dune – Soundtrack                                    | 1984 | Instrumental                                     | David Paich, Jeff Porcaro, Steve Lukather                                                                                           | |
| Prophecy Theme                                   | Dune – Soundtrack                                    | 1984 | Instrumental                                     | Brian Eno, Daniel Lanois, Roger Eno                                                                                                 | |
| Dune (Desert Theme)                              | Dune – Soundtrack                                    | 1984 | Instrumental                                     | David Paich, Jeff Porcaro, Steve Porcaro                                                                                            | |
| Paul Meets Chani                                 | Dune – Soundtrack                                    | 1984 | Instrumental                                     | David Paich | |
| Prelude (Take My Hand)                           | Dune – Soundtrack                                    | 1984 | Instrumental                                     | David Paich, Jeff Porcaro | |
| Paul Takes the Water of Life                     | Dune – Soundtrack                                    | 1984 | Instrumental                                     | David Paich, Jeff Porcaro, Steve Lukather                                                                                           | |
| Big Battle                                       | Dune – Soundtrack                                    | 1984 | Instrumental                                     | David Paich, Jeff Porcaro | |
| Paul Kills Feyd                                  | Dune – Soundtrack                                    | 1984 | Instrumental                                     | David Paich, Jeff Porcaro, Steve Porcaro                                                                                            | |
| Final Dream                                      | Dune – Soundtrack                                    | 1984 | Instrumental                                     | David Paich | |
| Take My Hand                                     | Dune – Soundtrack                                    | 1984 | Instrumental                                     | David Paich, Jeff Porcaro | |
| Guild Report                                     | Dune – Soundtrack                                    | 1984 |                                                  | | |
| House Atreides                                   | Dune – Soundtrack                                    | 1984 |                                                  | | |
| Paul Atreides                                    | Dune – Soundtrack                                    | 1984 |                                                  | | |
| Departure                                        | Dune – Soundtrack                                    | 1984 |                                                  | | |
| Sandworm Attack                                  | Dune – Soundtrack                                    | 1984 |                                                  | | |
| The Betrayal                                     | Dune – Soundtrack                                    | 1984 |                                                  | | |
| Shields Down                                     | Dune – Soundtrack                                    | 1984 |                                                  | | |
| The Duke's Death                                 | Dune – Soundtrack                                    | 1984 |                                                  | | |
| Sandworm Chase                                   | Dune – Soundtrack                                    | 1984 |                                                  | | |
| The Fremen                                       | Dune – Soundtrack                                    | 1984 |                                                  | | |
| Secrets of the Fremen                            | Dune – Soundtrack                                    | 1984 |                                                  | | |
| Destiny                                          | Dune – Soundtrack                                    | 1984 |                                                  | | |
| Riding the Sandworm                              | Dune – Soundtrack                                    | 1984 |                                                  | | |
| Reunion With Gurney                              | Dune – Soundtrack                                    | 1984 |                                                  | | |
| The Sleeper Has Awakened!                        | Dune – Soundtrack                                    | 1984 |                                                  | | |
| Dune Main Title (Demo Version)                   | Dune – Soundtrack                                    | 1984 |                                                  | | |
| Till the End                                     | Fahrenheit                                           | 1986 | Joseph Williams                                  | David Paich, Joseph Williams | |
| We Can Make It Tonight                           | Fahrenheit                                           | 1986 | Joseph Williams                                  | Barry Bregman, Jeff Porcaro, Joseph Williams                                                                                        | |
| Without Your Love                                | Fahrenheit                                           | 1986 | Steve Lukather                                   | David Paich | |
| Can't Stand It Any Longer                        | Fahrenheit                                           | 1986 | Joseph Williams                                  | Steve Lukather, David Paich, Joseph Williams                                                                                        | |
| I'll Be over You                                 | Fahrenheit                                           | 1986 | Steve Lukather                                   | Steve Lukather, Randy Goodrum | |
| Fahrenheit                                       | Fahrenheit                                           | 1986 | Joseph Williams                                  | David Paich, Jeff Porcaro, Joseph Williams                                                                                          | |
| Somewhere Tonight                                | Fahrenheit                                           | 1986 | Joseph Williams                                  | Steve Lukather, David Paich, Jeff Porcaro                                                                                           | |
| Could This Be Love                               | Fahrenheit                                           | 1986 | Joseph Williams                                  | David Paich, Joseph Williams | |
| Lea                                              | Fahrenheit                                           | 1986 | Joseph Williams                                  | Steve Porcaro | |
| Don't Stop Me Now                                | Fahrenheit                                           | 1986 | Joseph Williams                                  | Steve Lukather, David Paich | |
| Pamela                                           | The Seventh One                                      | 1988 | Joseph Williams                                  | David Paich, Joseph Williams | |
| You Got Me                                       | The Seventh One                                      | 1988 | Joseph Williams                                  | David Paich, Joseph Williams | |
| Anna                                             | The Seventh One                                      | 1988 | Steve Lukather                                   | Steve Lukather, Randy Goodrum | |
| Stop Loving You                                  | The Seventh One                                      | 1988 | Joseph Williams                                  | Steve Lukather, David Paich | |
| Mushanga                                         | The Seventh One                                      | 1988 | Joseph Williams                                  | David Paich, Jeff Porcaro | |
| Stay Away                                        | The Seventh One                                      | 1988 | Joseph Williams                                  | David Paich, Steve Lukather | |
| Straight for the Heart                           | The Seventh One                                      | 1988 | Joseph Williams                                  | David Paich, Joseph Williams | |
| Only the Children                                | The Seventh One                                      | 1988 | Joseph Williams                                  | David Paich, Steve Lukather, Joseph Williams                                                                                        | |
| A Thousand Years                                 | The Seventh One                                      | 1988 | Joseph Williams                                  | Joseph Williams, Mark T. Williams, David Paich                                                                                      | |
| These Chains                                     | The Seventh One                                      | 1988 | Steve Lukather                                   | Steve Lukather, Randy Goodrum | |
| Home of the Brave                                | The Seventh One                                      | 1988 | Joseph Williams, David Paich                     | David Paich, Steve Lukather, Jimmy Webb, Joseph Williams                                                                            | |
| The Seventh One                                  | The Seventh One                                      | 1988 | Joseph Williams                                  | David Paich, Joseph Williams | |
| Love Has the Power                               | Past to present 1977–1990                            | 1990 | Jean-Michel Byron                                | Jean-Michel Byron, John Capek | |
| Can You Hear What I'm Saying                     | Past to present 1977–1990                            | 1990 | Jean-Michel Byron                                | David Paich, Mike Porcaro, Jean-Michel Byron                                                                                        | |
| Animal                                           | Past to present 1977–1990                            | 1990 | Jean-Michel Byron                                | David Paich, Jean-Michel Byron | |
| Out Of Love                                      | Past to present 1977–1990                            | 1990 | Jean-Michel Byron                                | Jean-Michel Byron, Steve Lukather                                                                                                   | |
| Gypsy Train                                      | Kingdom of Desire                                    | 1992 | Steve Lukather                                   | Steve Lukather, David Paich, Jeff Porcaro, Mike Porcaro                                                                             | |
| Don't Chain My Heart                             | Kingdom of Desire                                    | 1992 | Steve Lukather                                   | Steve Lukather, David Paich, Jeff Porcaro, Mike Porcaro                                                                             | |
| Never Enough                                     | Kingdom of Desire                                    | 1992 | Steve Lukather                                   | Steve Lukather, David Paich, Jeff Porcaro, Mike Porcaro, Fee Waybill                                                                | |
| How Many Times                                   | Kingdom of Desire                                    | 1992 | Steve Lukather                                   | Steve Lukather, David Paich, Jeff Porcaro, Mike Porcaro                                                                             | |
| 2 Hearts                                         | Kingdom of Desire                                    | 1992 | Steve Lukather                                   | Steve Lukather, David Paich, Jeff Porcaro, Mike Porcaro                                                                             | |
| Wings Of Time                                    | Kingdom of Desire                                    | 1992 | Steve Lukather                                   | Steve Lukather, David Paich, Jeff Porcaro, Mike Porcaro                                                                             | |
| She Knows The Devil                              | Kingdom of Desire                                    | 1992 | Steve Lukather                                   | Steve Lukather, David Paich, Jeff Porcaro, Mike Porcaro                                                                             | |
| The Other Side                                   | Kingdom of Desire                                    | 1992 | Steve Lukather                                   | David Paich, William Sherwood, Rory Kaplan                                                                                          | |
| Only You                                         | Kingdom of Desire                                    | 1992 | Steve Lukather                                   | Steve Lukather, David Paich, Jeff Porcaro, Mike Porcaro                                                                             | |
| Kick Down The Walls                              | Kingdom of Desire                                    | 1992 | Steve Lukather                                   | Stan Lynch, Danny Kortchmar | |
| Kingdom of Desire                                | Kingdom of Desire                                    | 1992 | Steve Lukather                                   | Danny Kortchmar | |
| Jake To The Bone                                 | Kingdom of Desire                                    | 1992 | Steve Lukather                                   | Steve Lukather, David Paich, Jeff Porcaro, Mike Porcaro                                                                             | |
| Little Wing                                      | Kingdom of Desire                                    | 1992 | Steve Lukather                                   | Jimi Hendrix | Bonus Titel |
| With a Little Help from My Friends               | Absolutely Live                                      | 1992 | Steve Lukather                                   | John Lennon, Paul McCartney | Live Coverversion |
| Gift of Faith                                    | Tambu                                                | 1995 | Steve Lukather                                   | Steve Lukather, Stan Lynch, David Paich                                                                                             | |
| I Will Remember                                  | Tambu                                                | 1995 | Steve Lukather                                   | Steve Lukather, Stan Lynch | |
| Slipped Away                                     | Tambu                                                | 1995 | Steve Lukather                                   | Steve Lukather, Stan Lynch, David Paich, Simon Phillips, Mike Porcaro                                                               | |
| If You Belong to Me                              | Tambu                                                | 1995 | Steve Lukather                                   | Steve Lukather, Stan Lynch, David Paich                                                                                             | |
| Baby He's Your Man                               | Tambu                                                | 1995 | Steve Lukather, Jenny Douglas-McRae              | Siedah Garrett, Steve Lukather, David Paich                                                                                         | |
| The Other End of Time                            | Tambu                                                | 1995 | Steve Lukather                                   | Randy Goodrum, Steve Lukather | |
| The Turning Point                                | Tambu                                                | 1995 | Steve Lukather, David Paich, Jenny Douglas-McRae | Steve Lukather, Stan Lynch, David Paich, Simon Phillips, Mike Porcaro                                                               | |
| Time Is the Enemy                                | Tambu                                                | 1995 | Steve Lukather                                   | Steve Lukather, David Paich, Fee Waybill                                                                                            | |
| Just Can't Get to You                            | Tambu                                                | 1995 | Steve Lukather                                   | Glen Ballard, Steve Lukather, David Paich                                                                                           | |
| Drag Him to the Roof                             | Tambu                                                | 1995 | Steve Lukather, David Paich, John James          | Steve Lukather, Stan Lynch, David Paich                                                                                             | |
| Dave's Gone Skiing                               | Tambu                                                | 1995 | Steve Lukather                                   | Steve Lukather, Simon Phillips, Mike Porcaro                                                                                        | |
| The Road Goes On                                 | Tambu                                                | 1995 | Steve Lukather                                   | Glen Ballard, Steve Lukather, David Paich                                                                                           | |
| Blackeye                                         | Tambu                                                | 1995 | Jenny Douglas-McRae                              | David Paich, Jenny Douglas-McRae, Steve Lukather                                                                                    | Bonus Titel in Japan |
| Moodido (The Match)                              | Out of Love                                          | 1984 |                                                  | | Single B-Seite |
| Goin' Home                                       | XX: 1977–1997                                        | 1989 | Bobby Kimball                                    | David Paich, Joseph Williams, Jeff Porcaro                                                                                          | |
| Tale of a Man                                    | XX: 1977–1997                                        | 1979 | Bobby Kimball                                    | David Paich | |
| Last Night                                       | XX: 1977–1997                                        | 1987 | Joseph Williams                                  | David Paich, Joseph Williams | |
| In a Word                                        | XX: 1977–1997                                        | 1986 | Joseph Williams                                  | Steve Lukather, Steve Porcaro, Mike Porcaro, Jeff Porcaro                                                                           | |
| Modern Eyes                                      | XX: 1977–1997                                        | 1986 | David Paich                                      | David Paich | |
| Right Part of Me                                 | XX: 1977–1997                                        | 1984 | Bobby Kimball                                    | David Paich, Bobby Kimball | |
| Mrs. Johnson                                     | XX: 1977–1997                                        | 1977 | Bobby Kimball                                    | David Paich, Steve Lukather | |
| Miss Sun                                         | XX: 1977–1997                                        | 1977 | David Paich                                      | David Paich | |
| Love Is a Man's World                            | XX: 1977–1997                                        | 1977 | David Paich                                      | David Paich | |
| On the Run                                       | XX: 1977–1997                                        | 1991 | Steve Lukather                                   | Steve Lukather, David Paich, Fee Waybill                                                                                            | Liveversion, Montreux Jazz Festival |
| Baba Mnumzane                                    | XX: 1977–1997                                        | 1996 | Instrumental                                     | L. Mkhize, M. Namba | Liveversion, Standard Bank Arena in Johannesburg                                                                                                |
| After You've Gone                                | Mindfields                                           | 1999 | Steve Lukather                                   | Steve Lukather, Phil Soussan | |
| Mysterious Ways                                  | Mindfields                                           | 1999 | Bobby Kimball, Steve Lukather                    | Mark Hudson, Steve Lukather, David Paich, Dean Grakal                                                                               | |
| Mindfields                                       | Mindfields                                           | 1999 | Bobby Kimball                                    | Bobby Kimball, Steve Lukather, David Paich, Simon Phillips, Mike Porcaro                                                            | |
| High Price of Hate                               | Mindfields                                           | 1999 | Bobby Kimball                                    | Steve Lukather, Stan Lynch, David Paich, Simon Phillips, Mike Porcaro                                                               | |
| Selfish                                          | Mindfields                                           | 1999 | Bobby Kimball                                    | Steve Lukather, Stan Lynch, David Paich                                                                                             | |
| No Love                                          | Mindfields                                           | 1999 | Steve Lukather                                   | David Paich, Steve Lukather, Randy Goodrum                                                                                          | |
| Caught in the Balance                            | Mindfields                                           | 1999 | Bobby Kimball                                    | Steve Lukather, David Paich, Simon Phillips, Mike Porcaro, Stan Lynch, Bobby Kimball                                                | |
| Last Love                                        | Mindfields                                           | 1999 | Steve Lukather                                   | Steve Lukather, David Paich | |
| Mad About You                                    | Mindfields                                           | 1999 | Bobby Kimball                                    | David Paich, Joseph Williams | |
| One Road                                         | Mindfields                                           | 1999 | Bobby Kimball                                    | Steve Lukather, David Paich, Randy Goodrum                                                                                          | |
| Melanie                                          | Mindfields                                           | 1999 | Steve Lukather                                   | Steve Lukather, David Paich, Randy Goodrum                                                                                          | |
| Cruel                                            | Mindfields                                           | 1999 | Bobby Kimball                                    | Jed Leiber, Simon Phillips, Bobby Kimball, Steve Lukather                                                                           | |
| Better World (Parts I, II, III)                  | Mindfields                                           | 1999 | Steve Lukather                                   | Steve Lukather, David Paich, Simon Phillips                                                                                         | |
| Spanish Steps Of Rome                            | Mindfields                                           | 1999 | David Paich                                      | Steve Lukather, David Paich | |
| Could You Be Loved                               | Through the Looking Glass                            | 2002 | Bobby Kimball                                    | Bob Marley | Coverversion, Bob Marley, The Wailers, 1980 |
| Bodhisattva                                      | Through the Looking Glass                            | 2002 | Bobby Kimball, Steve Lukather                    | Walter Becker, Donald Fagen | Coverversion, Steely Dan, 1973 |
| While My Guitar Gently Weeps                     | Through the Looking Glass                            | 2002 | Steve Lukather                                   | George Harrison | Coverversion, The Beatles, 1968 |
| I Can't Get Next to You                          | Through the Looking Glass                            | 2002 | Bobby Kimball                                    | Norman Whitfield, Barrett Strong | Coverversion, The Temptations, 1969 |
| Living for the City                              | Through the Looking Glass                            | 2002 | Bobby Kimball                                    | Stevie Wonder | Coverversion, Stevie Wonder, 1973 |
| Maiden Voyage/Butterfly                          | Through the Looking Glass                            | 2002 | Instrumental                                     | Herbie Hancock | Coverversion, Herbie Hancock, 1965 |
| Burn Down the Mission                            | Through the Looking Glass                            | 2002 | Bobby Kimball                                    | Elton John, Bernie Taupin | Coverversion, Elton John, 1970 |
| Sunshine of Your Love                            | Through the Looking Glass                            | 2002 | Steve Lukather                                   | Jack Bruce, Pete Brown, Eric Clapton                                                                                                | Coverversion, Cream, 1967 |
| House of the Rising Sun                          | Through the Looking Glass                            | 2002 | Bobby Kimball                                    | Volkslied | Coverversion, The Animals, 1964 |
| Watching the Detectives                          | Through the Looking Glass                            | 2002 | Steve Lukather                                   | Elvis Costello | Coverversion, Elvis Costello, 1977 |
| It Takes a Lot to Laugh, It Takes a Train to Cry | Through the Looking Glass                            | 2002 | David Paich                                      | Bob Dylan | Live, Coverversion, Bob Dylan, 1965 |
| Falling in Between                               | Falling in Between                                   | 2006 | Bobby Kimball, Greg Phillinganes                 | David Paich, Steve Lukather, Bobby Kimball, Mike Porcaro, Greg Phillinganes, Simon Phillips                                         | |
| Dying on My Feet                                 | Falling in Between                                   | 2006 | Bobby Kimball                                    | David Paich, Steve Lukather, Bobby Kimball, Simon Phillips, Mike Porcaro                                                            | |
| Bottom of Your Soul                              | Falling in Between                                   | 2006 | Steve Lukather, Joseph Williams                  | David Paich, Steve Lukather, Bobby Kimball, Simon Phillips, Mike Porcaro                                                            | |
| King of the World                                | Falling in Between                                   | 2006 | David Paich, Steve Lukather, Bobby Kimball       | Bobby Kimball, Steve Lukather, David Paich, Steve Porcaro, Simon Phillips, Mike Porcaro                                             | |
| Hooked                                           | Falling in Between                                   | 2006 | Bobby Kimball                                    | David Paich, Steve Lukather, Bobby Kimball, Simon Phillips, Mike Porcaro                                                            | |
| Simple Life                                      | Falling in Between                                   | 2006 | Steve Lukather                                   | Steve Lukather | |
| Taint Your World                                 | Falling in Between                                   | 2006 | Bobby Kimball                                    | David Paich, Steve Lukather, Bobby Kimball, Simon Phillips, Mike Porcaro                                                            | |
| Let It Go                                        | Falling in Between                                   | 2006 | Greg Phillinganes                                | Steve Lukather, David Paich, Greg Phillinganes, Simon Phillips, Bobby Kimball, Mike Porcaro                                         | |
| Spiritual Man                                    | Falling in Between                                   | 2006 | David Paich, Bobby Kimball, Greg Phillinganes    | David Paich | |
| No End in Sight                                  | Falling in Between                                   | 2006 | Steve Lukather, Bobby Kimball                    | David Paich, Steve Lukather, Bobby Kimball, Simon Phillips, Mike Porcaro                                                            | |
| The Reeferman                                    | Falling in Between                                   | 2006 | Instrumental                                     | Steve Lukather, Mike Porcaro, David Paich, Simon Phillips                                                                           | Bonus in Amerika, Kanada und Japan |
| Running Out of Time                              | XIV                                                  | 2015 | Joseph Williams                                  | Steve Lukather, David Paich, Joseph Williams                                                                                        | |
| Burn                                             | XIV                                                  | 2015 | Joseph Williams                                  | Joseph Williams, David Paich | |
| Holy War                                         | XIV                                                  | 2015 | Joseph Williams, Steve Lukather                  | Steve Lukather, C. J. Vanston, Joseph Williams                                                                                      | Single |
| 21st Century Blues                               | XIV                                                  | 2015 | Steve Lukather                                   | Steve Lukather, C. J. Vanston | |
| Orphan                                           | XIV                                                  | 2015 | Joseph Williams                                  | David Paich, Joseph Williams, Steve Lukather                                                                                        | Single Video 5. Februar 2015 Release |
| Unknown Soldier (for Jeffrey)                    | XIV                                                  | 2015 | Steve Lukather                                   | David Paich, Steve Lukather | |
| The Little Things                                | XIV                                                  | 2015 | Steve Porcaro                                    | Steve Porcaro, Allee Willis | |
| Chinatown                                        | XIV                                                  | 2015 | David Paich, Joseph Williams, Steve Lukather     | David Paich, Michael Sherwood | |
| All The Tears That Shine                         | XIV                                                  | 2015 | David Paich                                      | David Paich, Michael Sherwood | |
| Fortune                                          | XIV                                                  | 2015 | Joseph Williams                                  | Joseph Williams | |
| Great Expectations                               | XIV                                                  | 2015 | David Paich, Joseph Williams, Steve Lukather     | David Paich, Joseph Williams, Steve Lukather                                                                                        | |
| Bend                                             | XIV                                                  | 2015 | Steve Porcaro                                    | Mike Sherwood, Steve Porcaro | Japanese Edition Bonus Track |
| Alone                                            | Greatest Hits – 40 Trips Around the Sun              | 2018 | Joseph Williams                                  | David Paich, Steve Lukather, Steve Porcaro, Joseph Williams                                                                         | neu geschriebenes Lied |
| Spanish Sea                                      | Greatest Hits – 40 Trips Around the Sun              | 2018 | David Paich, Joseph Williams                     | David Paich, Steve Lukather, Steve Porcaro, Joseph Williams                                                                         | zuvor unveröffentlichtes Lied aus den Isolation-Sessions (1984); mit neuem Refrain neu geschrieben; mit Jeff († 1992) und Mike Porcaro († 2015) |
| Struck by Lightning                              | Greatest Hits – 40 Trips Around the Sun              | 2018 | Joseph Williams                                  | David Paich, Steve Lukather, Steve Porcaro, Joseph Williams                                                                         | zuvor unveröffentlichtes Lied |
| Devil's Tower                                    | Old Is New – (Teil der Kompilation All In 1978–2018) | 2019 | Joseph Williams                                  | David Paich, Steve Lukather, Steve Porcaro, Joseph Williams                                                                         | mit Jeff († 1992) und Mike Porcaro († 2015) |
| Fearful Heart                                    | Old Is New – (Teil der Kompilation All In 1978–2018) | 2019 | Joseph Williams                                  | David Paich, Steve Lukather, Steve Porcaro, Joseph Williams                                                                         | |
| In A Little While                                | Old Is New – (Teil der Kompilation All In 1978–2018) | 2019 | Steve Lukather                                   | David Paich, Steve Porcaro | |
| Chelsea                                          | Old Is New – (Teil der Kompilation All In 1978–2018) | 2019 | Joseph Williams                                  | David Paich, Steve Lukather, Steve Porcaro, Joseph Williams                                                                         | |
| Chase The Rain                                   | Old Is New – (Teil der Kompilation All In 1978–2018) | 2019 | Joseph Williams                                  | David Paich, Steve Lukather, Steve Porcaro, Joseph Williams                                                                         | |
| Oh Why                                           | Old Is New – (Teil der Kompilation All In 1978–2018) | 2019 | David Paich & Williams                           | David Paich | |
| We'll Keep On Running                            | Old Is New – (Teil der Kompilation All In 1978–2018) | 2019 | Joseph Williams                                  | Emerson, Surahn Sidhu, James Rushent, Steve Lukather, Jeff Porcaro, Jane Jessica Higgs, David Paich, Steve Porcaro, Joseph Williams | |